# Doddahonnenahalli, Hassan
Doddahonnenahalli là một làng thuộc tehsil Hassan, huyện Hassan, bang Karnataka, Ấn Độ.